# Estadio Cortés Campomanes
El Estadio Cortés Campomanes, anteriormente Julia Turbay, es un estadio de fútbol ubicado en el municipio de El Carmen de Bolívar, y tiene una capacidad de 7000 espectadores. Ubicado a un costado de la Troncal de Occidente al sur de la ciudad. 
Este escenario deportivo fue reinaugurado en el año 2012 para la realización de la Copa de Fútbol Iderbol Bolívar Ganador y de los Juegos Montemarianos de parte de la Gobernación de Bolívar.
Por otra parte, para la realización de los campeonatos de Fútbol Femenino de los Juegos Deportivos Nacionales Bicentenario 2019 se le asignó como escenario sede.
Por el momento no es sede de equipos profesionales, pero se destaca al haber recibido durante un año al club Uniautónoma F. C. y Unión Magdalena en la Primera B de Colombia.
Lleva este nombre el honor al coronel Manuel Cortés Campomanes, quien luchó en conjunto con un números de Carmeros en la Batalla de Mancomoján, lo cual por este suceso se le otorgó honores al Carmen.